# Жоппекур
Жоппеку́р (фр. Joppécourt) — коммуна во французском департаменте Мёрт и Мозель, региона Лотарингия. Относится к  кантону Одюн-ле-Роман.	

## География
Жоппекур расположен в 45 км к северо-западу от Меца на реке Крюн. Соседние коммуны: Фийер на северо-востоке, Мерси-ле-О на юго-востоке, Ксиври-Сиркур на юго-западе, Мерси-ле-Ба и Сен-Сюппле на западе, Буамон, Базай и Виль-о-Монтуа на северо-западе.

## Демография
Население коммуны на 2010 год составляло 145 человек.
| 1962 | 1968 | 1975 | 1982 | 1990 | 1999 | 2010 |
| ---- | ---- | ---- | ---- | ---- | ---- | ---- |
| 215  | 184  | 161  | 110  | 124  | 139  | 145  |